# Dékány Mihály
Dékány Mihály (Kecskemét, 1848. február 4. – Budapest, 1909. június 11.) magyar jogász, minisztériumi osztálytanácsos.

## Életpályája
Középiskoláit szülővárosában, illetve a pesti református gimnáziumban végezte, a jogot ugyanott hallgatta. Hivatali pályáját 1866-ban kezdte az országos építészeti igazgatóságnál, amelynek megszűnte után a Közmunka- és Közlekedési Minisztériumba került. 1889-ben a Földművelésügyi Minisztériumba helyezték át, ahol a Tiszaszabályozási ügyosztályt vezette. Kormánybiztosa volt a Szolnok–Csongrádi Jobbparti Tiszaszabályozási Társulatnak és a Gerje-Perje Vízszabályozási Társulatnak. Több alkalommal miniszteri biztosként működött. Szakcikkei jelentek meg a Hon, a Reform, az Ellenőr, a Nemzet és a Fővárosi Lapok hasábjain, a Budapesti Szemle és a Nemzetgazdasági Szemle című folyóiratokban.